# Nasamonen
De Nasamonen of Nasamoniërs (Oudgrieks: Νασαμῶνες) waren een nomadische Berberstam die in het oosten van het huidige Libië woonde. De stam wordt voor het eerst genoemd door Herodotus. De Nasamonen worden ook genoemd door Pseudo-Skylax, Diodoros, Strabo, Claudius Ptolemaeus en Plinius de Oudere. De meeste van de genoemde oude auteurs lokaliseren de Nasamonen aan de Golf van Sidra. De naam Nesamones staat op de Peutingerkaart.
Volgens Herodotus leefden de Nasamonen nomadisch: in de zomer graasden ze hun kuddes in het kustgebied en trokken naar de Awjila-oase om dadels te oogsten. Ze begroeven hun doden zittend. Herodotus maakt ook melding van polygamie en ongebruikelijke huwelijksgebruiken onder de Nasamonen. Herodotus vertelt over een ontdekkingsreis door vijf Nasamonen van Cyrenaica naar het binnenland van Afrika. Deze reizigers waren tot aan grote moerassen gevorderd, en vonden een grote stad bewoond door pygmeeën, waarvan ze de taal niet begrepen. Toen kwamen ze bij een rivier waarin krokodillen zaten. Herodotus identificeert deze rivier met de Nijl, maar het lijkt onwaarschijnlijk dat ze deze niet herkend zouden hebben. In de Pharsalia van de Romeinse dichter Lucanus worden de Nasamonen beschreven als een primitief volk van piraten.
De Nasamonen gebruikten strijdwagens, zoals de Garamanten. Het was bekend dat ze de Griekse koloniën in Cyrenaica aanvielen. Tijdens de Peloponnesische Oorlog kregen de inwoners van Euesperides hulp van de Spartaanse generaal Gylippus, die op weg naar Sicilië hielp de stad te verdedigen tegen de Nasamonen. Later vertelt Plinius de Oudere dat de Nasamonen de Psylli in een oorlog versloegen en hen uit het gebied verdreven. 
De Romeinse keizer Augustus probeerde de woestijnstammen tot rust te brengen en stuurde proconsul Publius Sulpicius Quirinius om Creta et Cyrenaica te regeren in 15 v.Chr. De Nasamonen werden tijdelijk door de Romeinen onderworpen mar bleven redelijk autonoom. Volgens Cassius Dio kwamen ze een eeuw later in opstand toen de Romeinen probeerden hen geld af te persen. Ze begonnen opnieuw de nederzettingen aan de kust te overvallen, totdat de Romeinse praetor Gnaeus Suellius Flaccus in 84-85 AD namens keizer Domitianus een succesvolle campagne ondernam tegen de Nasamonen, die hij naar het zuiden lijkt te hebben verdreven. 
Tijdens de late oudheid en de vroege middeleeuwen werden de Nasamonen vazallen van het Oost-Romeinse rijk. Procopius schreef dat de Nasamonen heidenen bleven tot de zesde eeuw, toen keizer Justinianus een kerk voor hen bouwde in Awjila.
Bij latere Byzantijnse auteurs worden de Nasamonen nog slechts incidenteel vermeld.
Het is niet bekend wat er na die periode van de Nasamonen is geworden. Het is waarschijnlijk dat ze een christelijke semi-nomadische stam bleven tot de islamitische veroveringen.
In de Griekse mythologie was Nasamon de zoon van Garamas en de broer van Caphaurus.